# MI-8 (США)
Чёрная комната, также известная как MI-8 (англ. Military Intelligence) или Бюро шифров — первая в США организация мирного времени, занимающаяся криптографией. Чёрная комната была предвестником образования Агентства национальной безопасности.

## История Чёрной комнаты

### История создания

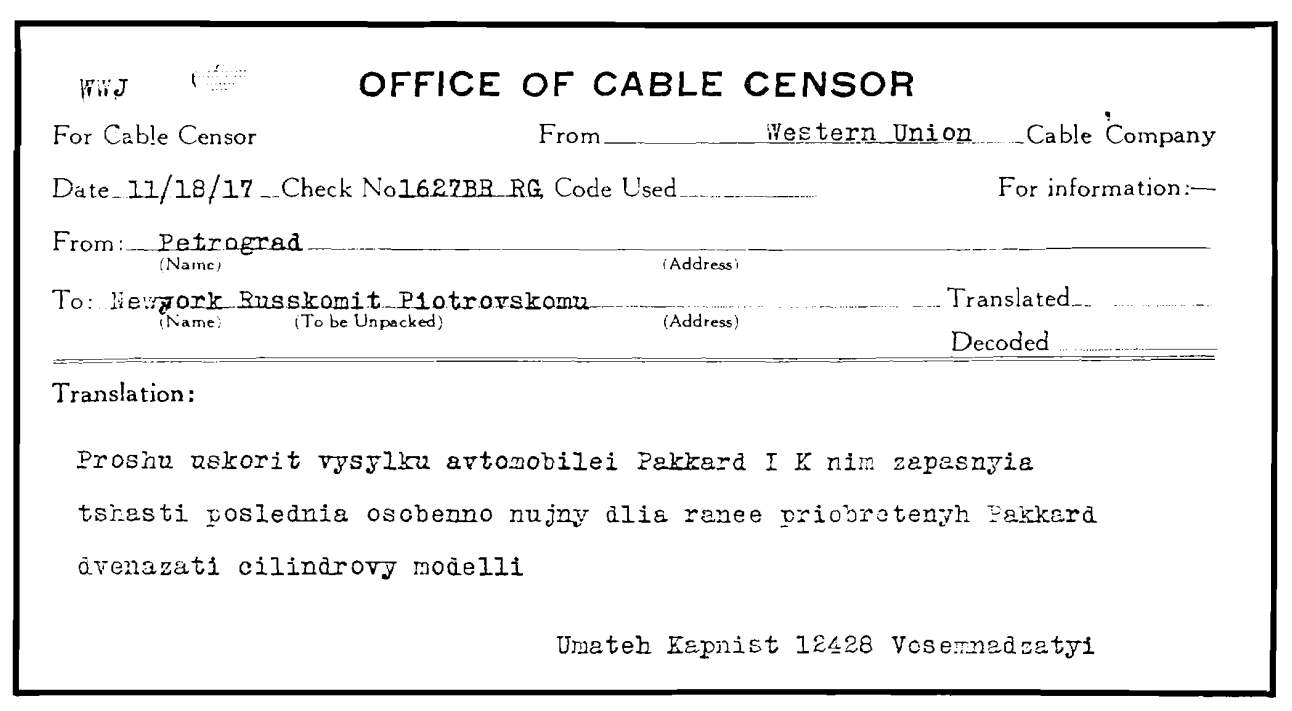
Русское сообщение, посланное в Бюро Шифров для перевода в ноябре 1917 года. Петроград просит Нью-Йорк отправить некоторые запчасти для автомобилей Паккард

Возглавляемая Гербертом Ярдли (1889—1958 гг.), Чёрная комната была основана сразу после Первой мировой войны. Ярдли был произведен в звание старшего лейтенанта корпуса связи. 5 июля 1917 года он был назначен главой MI-8, криптографического отдела военной разведки. Поначалу называемый «отделом шифров» или «отделом кодов» военной разведки, MI-8 начал свою работу на базе Академии сухопутных войск США в Вашингтоне. Отдел состоял из самого Герберта Ярдли и двух гражданских помощников. При местном университете были открыты курсы по введению в криптоанализ. Посещающим семинар предлагалось ознакомиться с принципами частотного анализа.
В течение двух лет после образования отдела, по отчётам, основное взаимодействие происходило с Государственным департаментом США. Преимущественно материалы поступали от корпусов радиоразведки. Большинство исследуемых сообщений были перехвачены на границе Мексики, что отражало преоккупационное состояние ранних 1900-х.
Последние месяцы войны Ярдли провел в Европе, наблюдая за работой британского и французского бюро шифров, изучая их методы взлома вражеских кодов и шифров. До апреля 1919 года капитан Ярдли возглавлял малую криптографическую группу, присоединенную к американской делегации на Парижской мирной конференции. В её состав входили доверенные люди, ранее работавшие в Чёрной комнате. За время отсутствия руководителя MI-8 была практически полностью ликвидирована. Убеждённый в необходимости сохранения криптографического агентства в мирное время, Ярдли обращается за помощью к директору военной разведки. Он просит утвердить «организацию для обработки кодов и шифров работающую на постоянной основе». Предполагалось, что затраты на создание нового агентства возьмут на себя Военное ведомство и Государственный департамент США.
В качестве аргументов для открытия организации Герберт Ярдли предоставил следующие факты:
- за 18 месяцев существования отдел вскрыл 11 000 сообщений
- выявлены 579 «стилей» шифрования
- стандартный поток писем, подвергаемых проверке на наличие скрытых сообщений составлял порядка 2000 за несколько месяцев
- отдел составил огромное количество криптографических таблиц и кодовых книг
- обучен квалифицированный состав

Немаловажную роль в принятии решения сыграл генерал Мальборо Черчилль, глава армейской разведки США и дальний родственник Уинстона Черчилля. Он прочитал послевоенный засекреченный отчет Герберта Ярдли под названием «Коды и шифры. Исследование и взлом». Генерал Черчилль был уверен, что США не должны терять такой важный ресурс. 17 мая 1919 года было принято решение об утверждении первой в США криптографической организации мирного времени. Несколько позже она станет известна как Американская Чёрная Комната.

### Финансирование
После утверждения создания в 1919 году зарплата главы Чёрной комнаты составляла $6000 в год. Пятьдесят экспертов в области криптографии и шифров получали в районе $2000. Были наняты 25 клерков при заработной плате $1200. Утверждённый годовой бюджет составил $100 000, 40 процентов которого взял на себя Государственный департамент США. Остальную часть покрывало военное ведомство.

### Закрытие Чёрной комнаты
Несмотря на успехи и очевидную полезность Чёрной комнаты, в 1924 году Государственный департамент США существенно сократил финансирование. Затем, в 1929 году, пост государственного секретаря США занял Генри Стимсон. Стимсон не одобрял шпионаж и любые скрытные действия. Практически сразу после вступления в должность он выпустил директиву под названием «Джентльмены не читают чужую почту».
Американская Чёрная комната была закрыта 1 ноября 1929 года.

## Дислокация
| Местоположение                             | Время въезда   | Основание переезда                  |
| ------------------------------------------ | -------------- | ----------------------------------- |

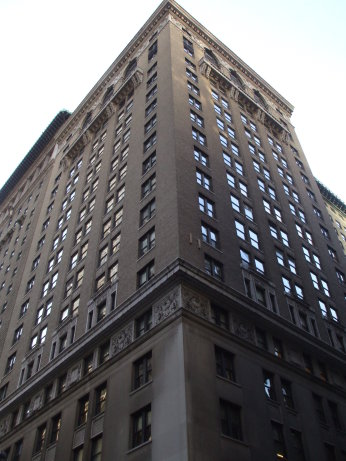
Последнее расположение Чёрной комнаты

| Академия сухопутных войск США в Вашингтоне | лето 1917 года | открытие отделения                  |
| 3 East 38th Street                         | лето 1919 года | «Вашингтон был переполнен шпионами» |
| 141 East 37th Street                       | июль 1920 года | окончание аренды                    |
| 52 Vanderbilt Avenue                       | 1924 год       | существенное сокращение штата       |

## Состав
По мере увеличения значимости, Бюро шифров было разделено на пять секций: отдел составления кодов и шифров, отдел связи, отдел стенографии, отдел секретных чернил и отдел взлома кодов и шифров. На своем пике развития в ноябре 1918 года, в последний месяц войны, в MI-8 работал 151 человек:
- 18 офицеров;
- 24 гражданских криптографа;
- 109 машинисток и стенографисток.

Одним из гражданских наёмных работников был поэт Стивен Винсент Бене, проработавший в ноябре 1918 года в течение семи дней.

## Ключевые дела
Большинство материалов MI-8 приходило из Военного Ведомства и Государственного департамента. Далее, пользуясь послевоенным законом о цензуре, агентство получило доступ ко всем сообщениям, передаваемым коммерческим телеграфом. Остальные материалы поступали после радиоперехвата или изъятия почты. Типичный запрос в «Бюро Ярдли» выглядел следующим образом: 

Уважаемый господин Ярдли, прилагаю копии двух подозрительных телеграмм. Буду признателен, если вы проанализируете их содержание.— письмо от 8 февраля 1918 года от Лелэнда Харрисона
 В большинстве случаев подпись не соответствовала действительности, авторизация производилась по спецсимволам, определенным внутренним протоколом агентства.

### Дело Витцке
За считанные месяцы MI-8 под руководством Ярдли взломал почти все дипломатические и военные коды Германии. Одним из знаковых успехов стала расшифровка сообщения, найденного при Лотаре Витцке, немецком диверсанте, арестованном при пересечении границы Мексики. В рукаве его куртки была найдена 424-буквенная криптограмма. Открытый текст доказал, что Витцке был немецким диверсантом, ответственным за саботаж на Военно-морской верфи Маре-Айленд близ Сан-Франциско, и, возможно, причастным к взрыву в гавани Нью-Йорка в июне 1916 года. Витцке был подвергнут пыткам и приговорен к смертной казни, став единственным немецким агентом осужденным с такой строгостью. Позже, в ноябре 1923 года, Президент Калвин Кулидж помиловал Витцке незадолго до назначенной даты казни.

### Международные конференции
Чёрная комната сыграла существенную роль в достижении соглашений с Японией на Вашингтонской конференции 1921 года. Взлом японских шифров обычно называют главным достижением Чёрной комнаты и одной из причин её закрытия.
Чёрная комната расшифровывала перехваченные сообщения между японскими дипломатами и правительством. Ещё более существенным было то, что расшифровке также подвергались сообщения союзников США, что давало большие преимущества представителям американской делегации на конференции.
Позиция США заключалась в снижении отношения вооружений до 10:6. Японские представители настаивали на соотношении 10:7. Однако, Чёрная комната раскрыла факт о том, что японское правительство разрешило делегации при необходимости уступить позицию до 10:6. США оставалось только настаивать на своём.

### Дело ЧК
Чёрная комната взломала так называемые коды «Чека» (Cheka). Имеются в виду внутренние коды ВЧК. После удачного взлома, агентству было поручено заняться Японскими дипломатическими кодами.

## Упоминания в литературе
Организации, подобные Чёрной комнате, редко освещаются в литературе в достаточном объёме. Закрытие организации в пике её профессиональной состоятельности вывела MI-8 из общего ряда. Ярдли, не имея ни официального гражданского статуса, ни пенсионных привилегий, оказался безработным при активной стагнации экономики, начале Великой депрессии. Ярдли вернулся в родной город, где приступил к написании книги, ставшей впоследствии бестселлером и самой известной книгой в области криптографии. Масштаб подробности описания конфиденциальной информации в книге «The American black chamber» был описан в газете «The Saturday Evening Post» следующим образом: «представьте, что сотрудник Агентства национальной безопасности выдал информацию о всех разведывательных операциях агентства за последние 12 лет, всех техниках и масштабных успехах, структуре, финансировании. Представьте, что выданы методы расшифровки и внутрисистемные сообщения, сообщения союзников»